# Тугрик
Тугрик (Тегрег) — сомон аймаку Говь-Алтай, Монголія. Територія 5,4 тис. км², населення 2,8 тис. Центр — селище Тугруг лежить на відстані 165 км від міста Алтай та 1215 км від Улан-Батора. Є школа, лікарня, сфера обслуговування, туристичні бази.

## Рельєф
Найвища точка 3209 м, найнижча — 1000 м. Територією сомону протікають річки Цангилах, Хурен, Уерт, Хавцгайн, Жаргалант, Тугруг. Гори Буурал Хайрхан (3209 м), Хар Азрага, Шавартин Ундур, Хан Жаргалан, Цагаан Хайрхан. Багато джерел.

## Клімат
Різкоконтинентальний клімат. Середня температура січня -15-20 градусів, липня +15-20 градусів. Протягом року в середньому випадає 180-250 мм опадів.

## Корисні копалини
Багатий кам’яним вугіллям, мідною рудою, алюмінієм, вапняком, кришталем, білою сіллю.

## Тваринний світ
Водяться вовки, лисиці, манули, козулі, аргалі, дикі кози, тарбагани.